# Arenoso (República Dominicana)
Arenoso es un municipio de la República Dominicana, que está situado en la provincia de Duarte.

## Límites
Municipios limítrofes:
|                   | Norte: El Factor y Nagua  |               |
| Oeste: Villa Riva | Rosa de los vientos       | Este: Sánchez |
|                   | Sur: Villa Riva y Sánchez |               |

## Distritos municipales
Está formado por los distritos municipales de:
| Nombre      | Código   |
| ----------- | -------- |
| Arenoso     | 03060201 |
| Las Coles   | 03060202 |
| El Aguacate | 03060203 |